# Simon Curtis
Simon Curtis (Tulsa, Oklahoma, 18 de março de 1986) é um cantor e compositor americano. É mais conhecido por seu papel de Royce em Spectacular!.
Seu primeiro álbum para venda, RA, estreou como número 20 no chart de música eletrônica da Billboard.

## Biografia

### Antes da fama
Aos 10 anos Simon foi diagnosticado com leucemia, porém a doença o fortaleceu e ele resolveu lutar com muito mais garra para conquistar seus objetivos, principalmente o de cantar. Após isso, no mesmo ano, Simon ganhou um papel na produção de excursão nacional do Joseph Musical e no Surprising Dreamcoat Tchnicolor. Apesar dos horários rigorosos dos ensaios e da quimioterapia para tratar da doença, Simon nunca se deixou vencer. Provou para o mundo que enfrentaria qualquer coisa que comprometesse seu sonho. O resultado final foi que Simon derrotou o câncer e seu sonho está se realizando.

### O início
Inspirado pelos cantores pop teens como Britney Spears e 'N Sync, Simon decidiu gravar sua primeira demo. Apresentou seu trabalho a dois gerentes (Matthew Knowles e Laila Bagge), porém eles não gostaram do trabalho dele, dizendo que parecia uma criança de Broadway e que jamais assinariam um contrato com aquele tipo de som. Simon então decidiu seguir o conselho deles e deixou de atuar em musicais. Começou a trabalhar melhor sua voz e a se encontrar em um gênero próprio.
Aos 16 anos Simon se encontrou com o produtor local Jadion, que lhe ofereceu um cartão de visita depois de vê-lo vencer a competição Britney Spears Superstar Karaoke, em Tulsa. Simon então começou a compor suas próprias canções, inspiradas no trabalho de Britney Spears e começou a surgir o EP Alter Boy.
Com 19 anos Simon se mudou para Los Angeles cada vez mais perto do seu sonho e aos 20 ele começou a gravar Alter Boy, que é um álbum que expressa seus sentimentos, desde sua vida amorosa até uma "confusão" religiosa e tabu sexual. No início, Simon e Jadion eram comissionados pela Disney para entregar uma canção temática para o Anual Event Disneyland Records, retrospecto que depois se tornou uma caridade única, beneficiando a Sociedade de Leucemia e Linfoma de América.
Aos 22 anos, Simon fez o papel de Royce Du Lac no musical da Nickelodeon, Spectacular!.
Em 2009 Simon começou a trabalhar com Jadion novamente e gravou o álbum 8Bit Heart, que foi lançado gratuitamente no site oficial para download após cumprir a meta de 8 mil seguidores em seu Twitter (não foi lançado CD Físico).
O álbum foi muito bem recebido e foi baixado mais de 150 mil vezes em apenas duas semanas após seu lançamento. Tudo isso sem a ajuda de seu gerente ou de alguma gravadora, um trabalho completamente independente. Agora Simon está na esperança de assinar um contrato e começar uma grande divulgação do seu trabalho. Recentemente AJ McLean (Backstreet Boys) o convidou para abrir seu show dia 6 de maio no Roxy Theatre, em West Hollywood, Califórnia.

## Discografia
- Alter Boy (2006)
- 8Bit Heart (2010)
- R∆ (2011)
- Angel Aura (2023)